# Culex portesi
Culex portesi är en tvåvingeart som beskrevs av Georges Senevet och Emile Abonnenc 1941. Culex portesi ingår i släktet Culex och familjen stickmyggor. Inga underarter finns listade i Catalogue of Life.